# Казирід Анатолій Миколайович
Анато́лій Микола́йович Казирід — сержант Збройних Сил України, учасник російсько-української війни, що загинув у ході російського вторгнення в Україну в 2022 році.

## Життєпис
Народився 31 березня 1972 року в мальовничому селі Кустолові Кущі, Кобеляцького району на Полтавщині в родині Казиріда Миколи Івановича та Мирошніченко Людмили Петрівни. Був найстаршим сином у багатодітній сім'ї, мав меншого брата Віктора та сестер Тетяну й Валентину. Після смерті матері в 1984 році, Анатолій став помічником для тата. Щодня няньчився з братом та сестрами та допомагав по господарству. Був майстром на всі руки. Навчався малий Анатолій у Кустолово-Кущівській 3ОШ І—ІІ ступенів. Після завершення почав навчатися в Білицькій вечірній школі й одночасно проходив стажування на Білицькому цукровому заводі, згодом отримав професію слюсаря.
3 1990—1992 рік проходив строкову військову службу на Далекому Сході в підрозділі морської піхоти. Після завершення строкової служби повернувся на Батьківщину. В 1992—1993 році навчався в Полтавському професійному ліцеї за спеціальністю газоелектрозварювальник.
Влітку 1994 року одружився. 11 листопада 1994 року народився син Михайло. На той час працював слюсарем в Білицькому цукровому заводі.
3 2002 по 2005 рік працював майстром на Білицькому молочноконсервному комбінаті. З осені 2005 року починає знову працювати на Білицькому цукровому заводі.
У серпні 2014 року призваний на військову службу за контрактом до Збройних Сил України. До початку повномасштабного наступу російської армії 24.02.2022 року перебував у зоні АТО і ООС на посадах — розвідник розвідувальної роти 17-ї танкової бригади, командир бойової машини — командир відділення штурмової роти 46 окремого штурмового батальйону 54 ОМБр. Мав позивний «Башкир», був прикладом справжнього та мужнього чоловіка, який ніколи не залишав побратимів у біді. Зарекомендував себе як відважний воїн, його незламний дух і віра в краще давали надію для знайомих і рідних, що Україна скоро переможе.
За життя нагороджений відзнакою-медаллю «За особливу службу» ІІІ ступеня від 18.08.2020 р., «За участь в антитерористичній операції», пам'ятним нагрудним знаком Начальника Генерального штабу — Головнокомандувача Збройних Сил України «Учасник АТО».
Все життя Анатолій турбувався про рідних, підтримував теплі, дружні стосунки із братом та сестрами. Щорічно приїздив у відпустку до рідного села в батьківську хату, в якій мешкали його найменша сестра Валентина і племінниця Анастасія. У вільний час любив рибалити — це було його хобі з дитинства.
8 березня 2022 року під час бойового зіткнення з російським агресором у Донецькій області Волноваського району в селі Степне зазнав поранення, несумісного з життям. За мужність і проявлений у сутичках з ворогом героїзм нагороджений орденом «За мужність» III ступеня (посмертно). Похований у рідному селі на місцевому кладовищі.